# Saint-Restitut
Saint-Restitut is een gemeente in het Franse departement Drôme (regio Auvergne-Rhône-Alpes). De plaats maakt deel uit van het arrondissement Nyons. Saint-Restitut telde op 1 januari 2022 1.450 inwoners.
De plaats is bekend om haar steengroeven. 
Saint-Restitut werd genoemd naar een van de eerste bisschoppen van Saint-Paul-Trois-Châteaux, die op wonderbaarlijke wijze zou genezen zijn van zijn blindheid. De plaats kreeg in de 13e eeuw een stadsmuur.
De kapel van het Heilig Graf (Chapelle du Saint-Sépulcre) in flamboyante gotiek werd in de 16e eeuw gebouw door Guillaume Adhémar als aandenken aan zijn bedevaart naar het Heilig Land.
De parochiekerk (12e eeuw) in Provençaals romaanse stijl wordt geflankeerd door een 11e-eeuwse grafkapel in de vorm van een toren, die zou gebouwd zijn bovenop het graf van bisschop Restitut.

## Geografie
De oppervlakte van Saint-Restitut bedraagt 14,48 vierkante kilometer; de bevolkingsdichtheid is 100 inwoners per km² (per 1 januari 2019).

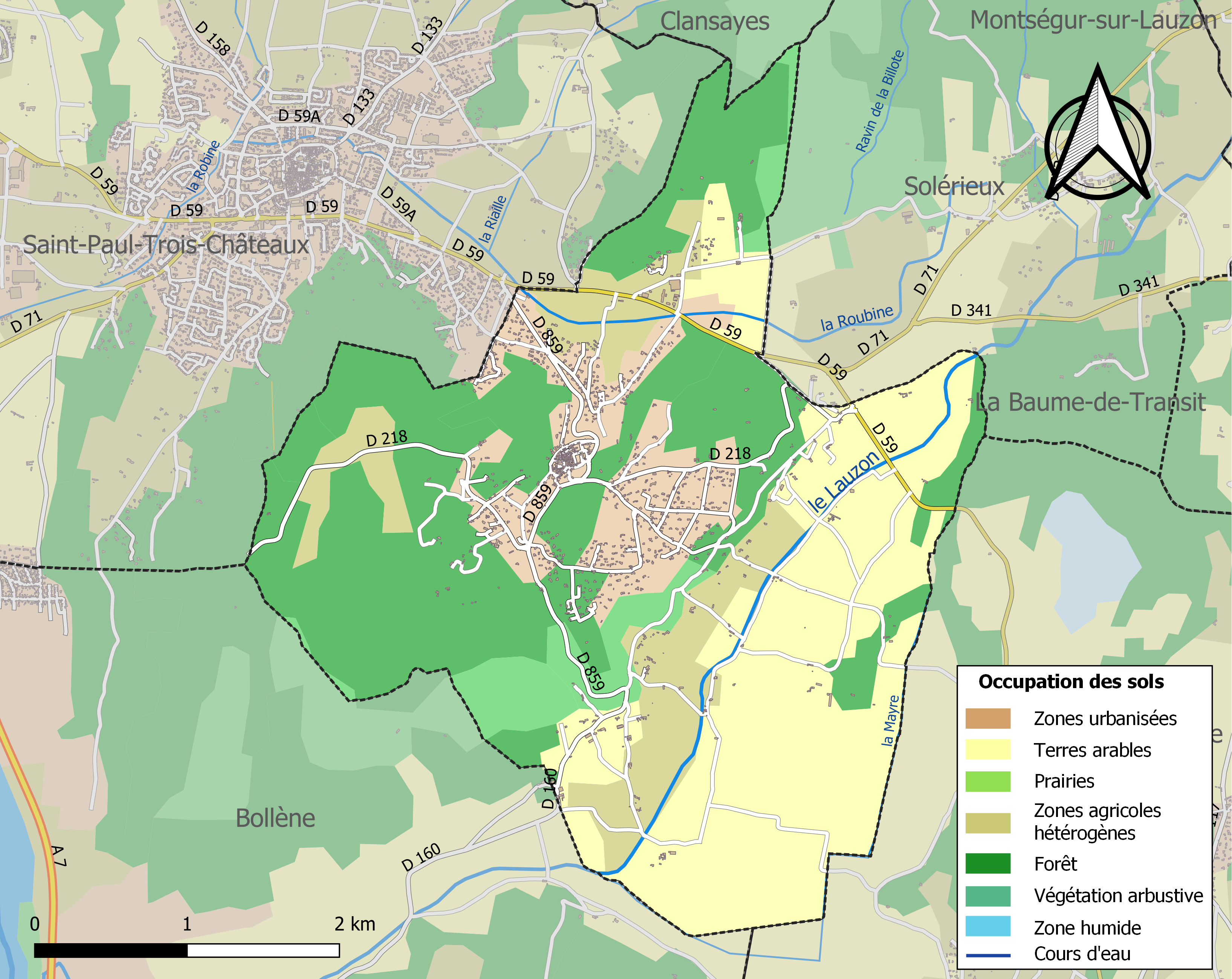
Kaart van de gemeente met belangrijkste infrastructuur, bodemgebruik en omliggende gemeenten

## Demografie
Onderstaande figuur toont het verloop van het inwonertal (bron: INSEE-tellingen).

## Afbeeldingen

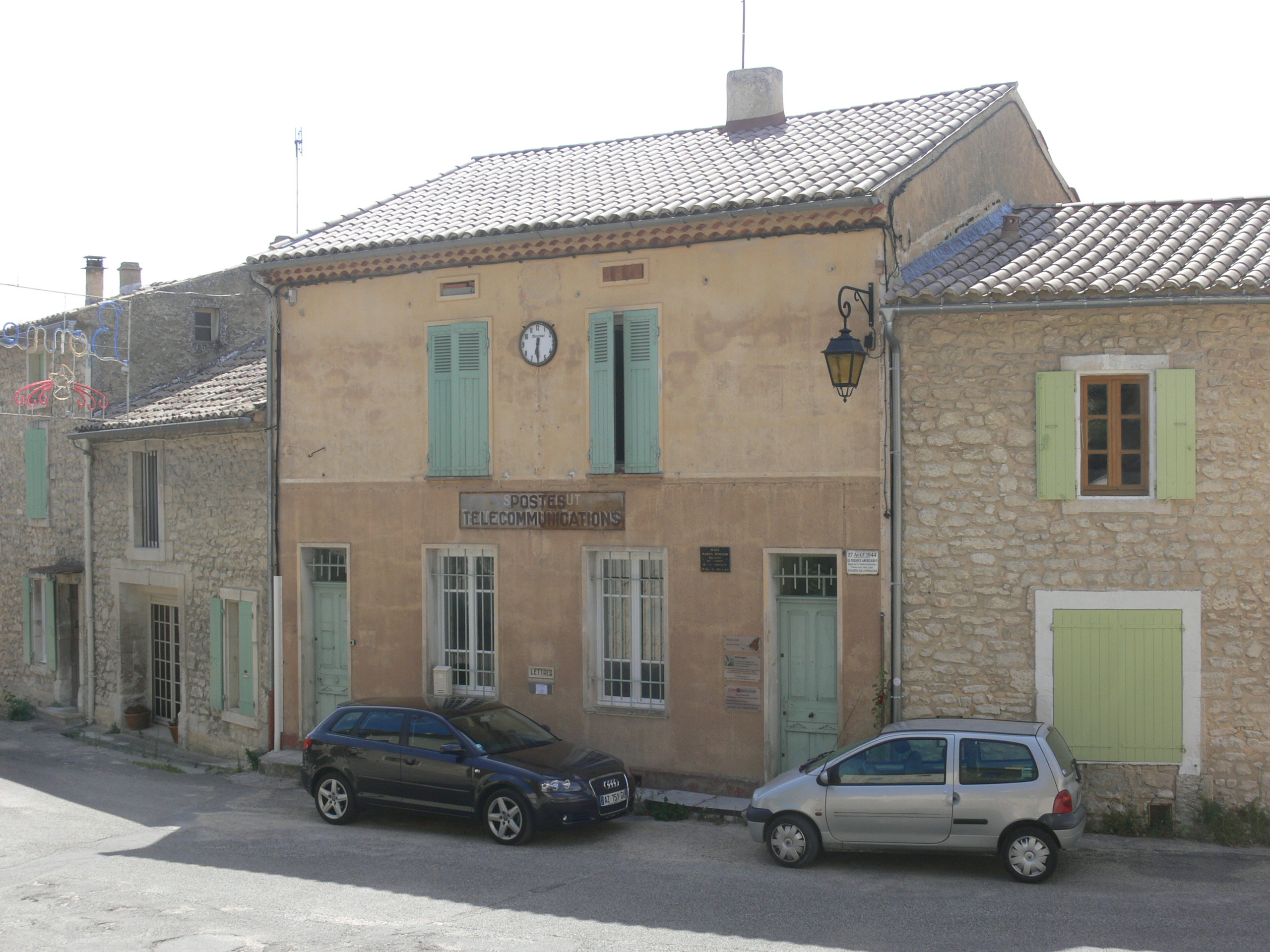
Postkantoor van Saint-Restitut
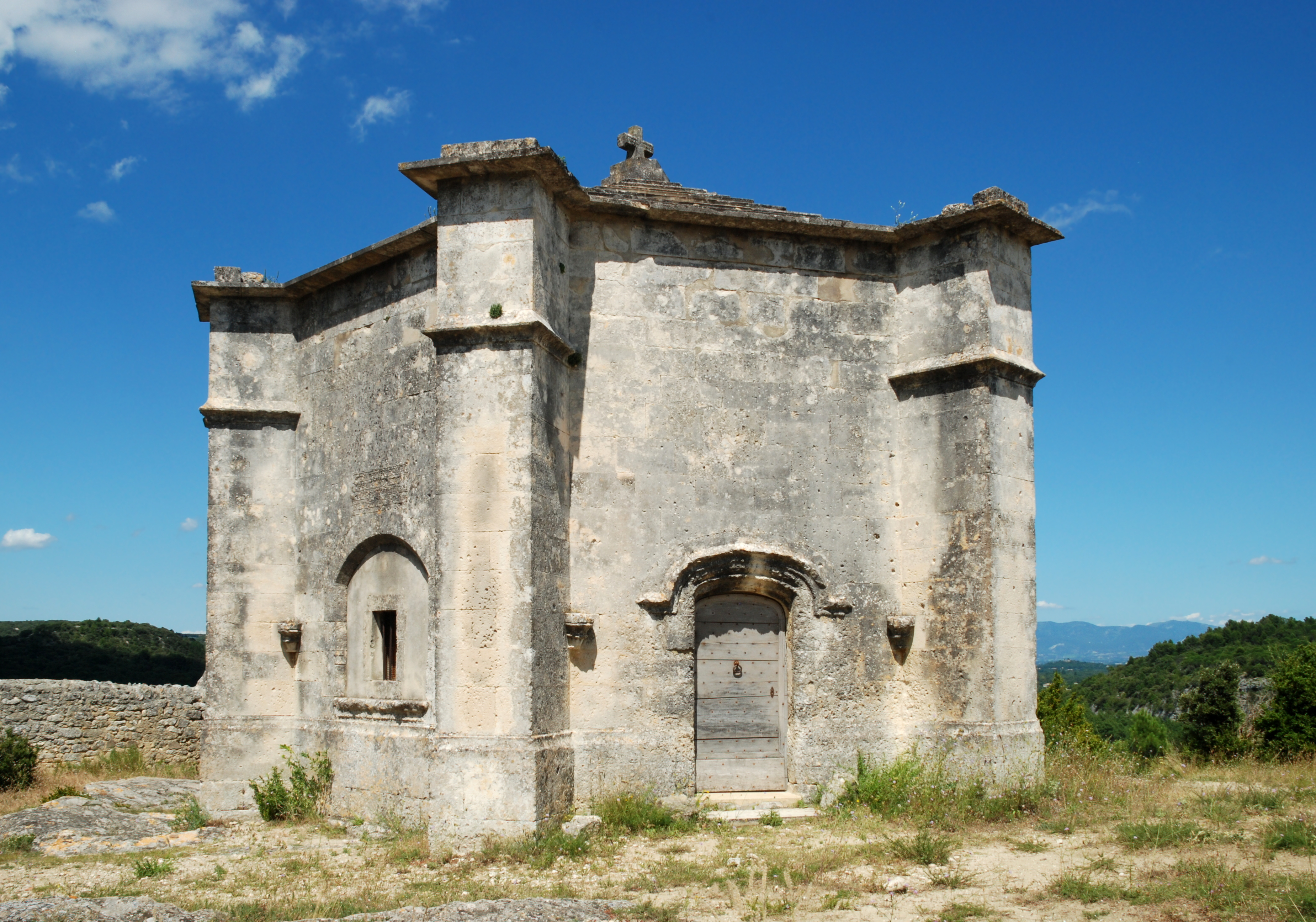
Saint-Sépulcre, Saint-Restitut
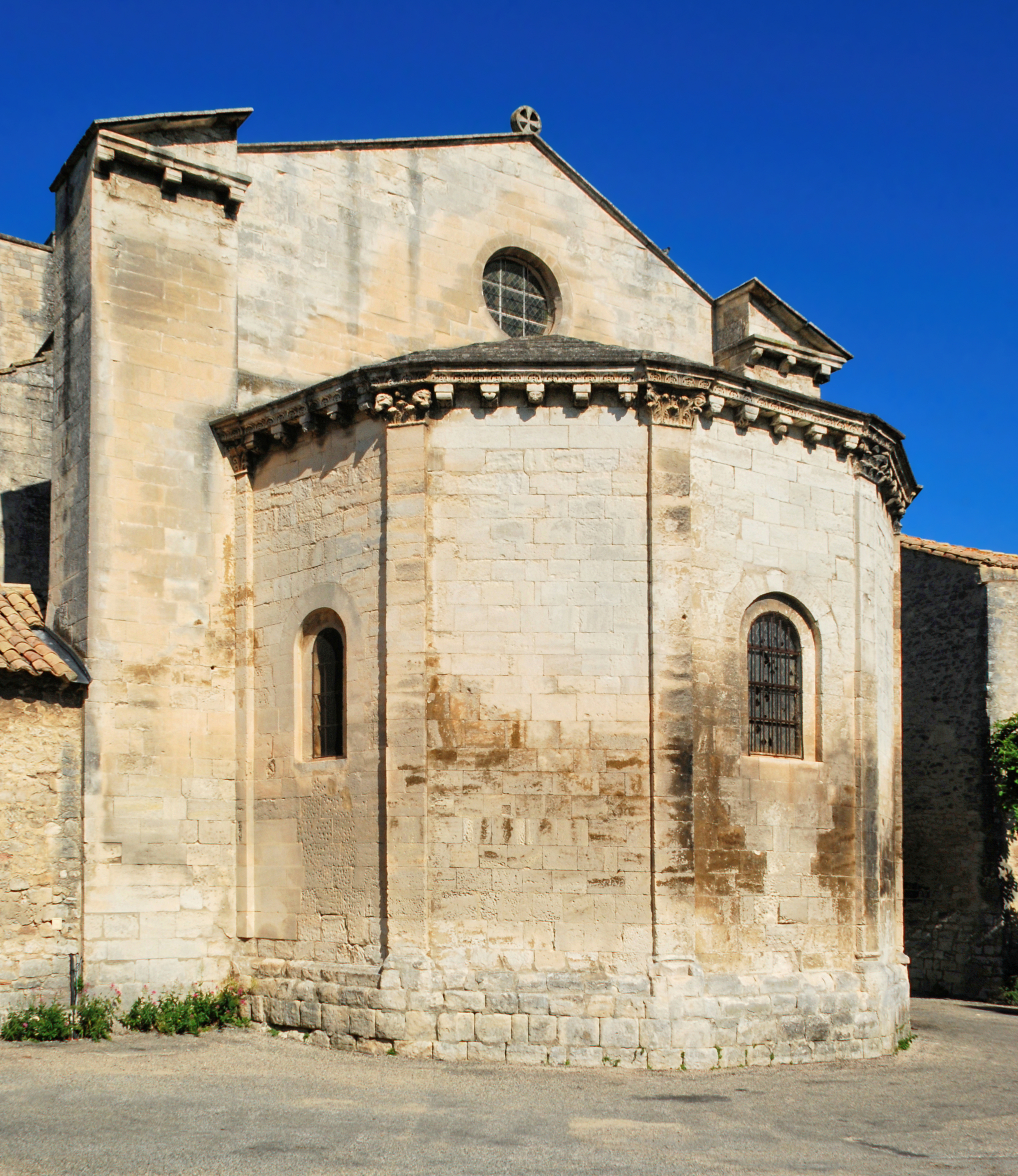
Kerk van Saint-Restitut
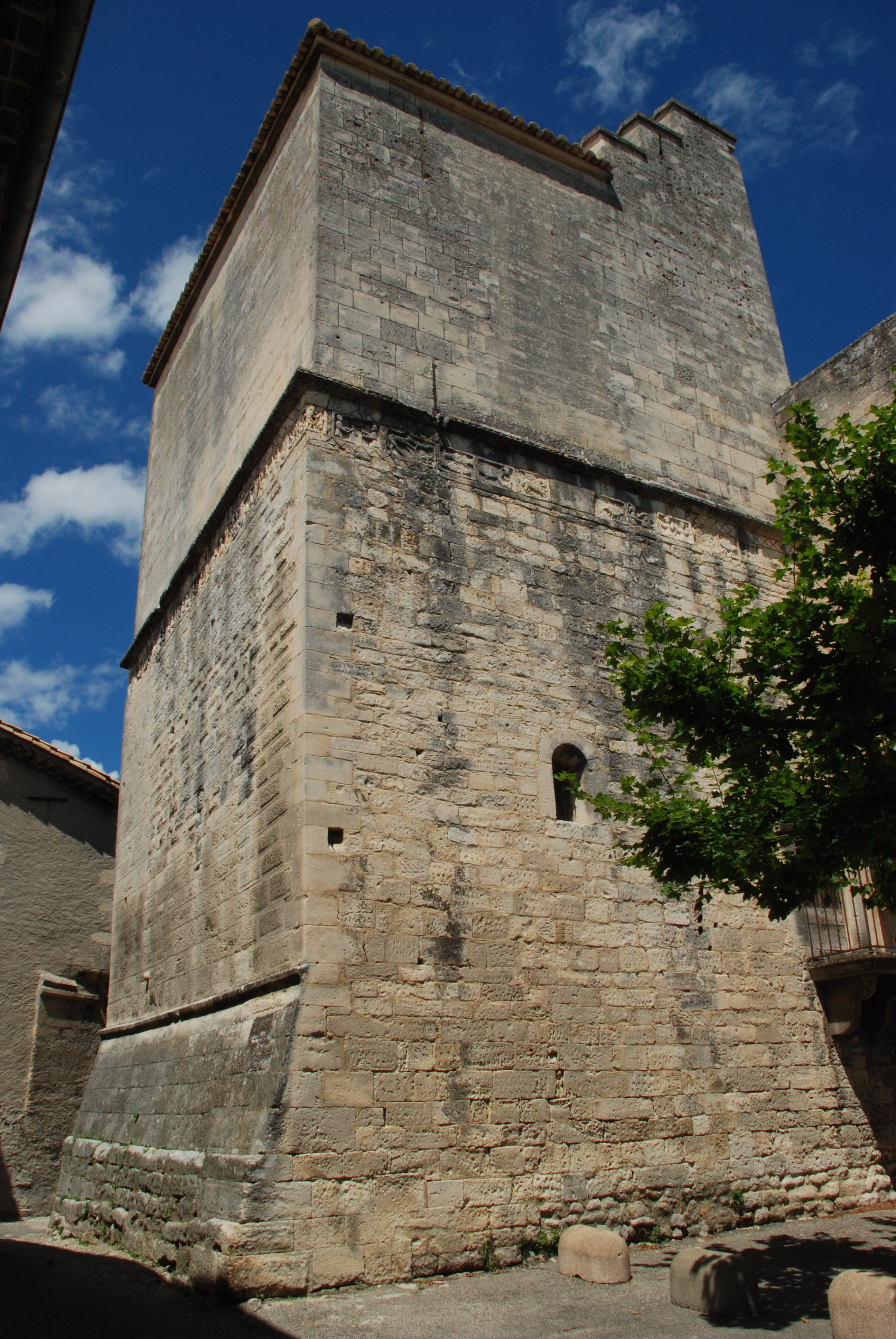
Grafkapel
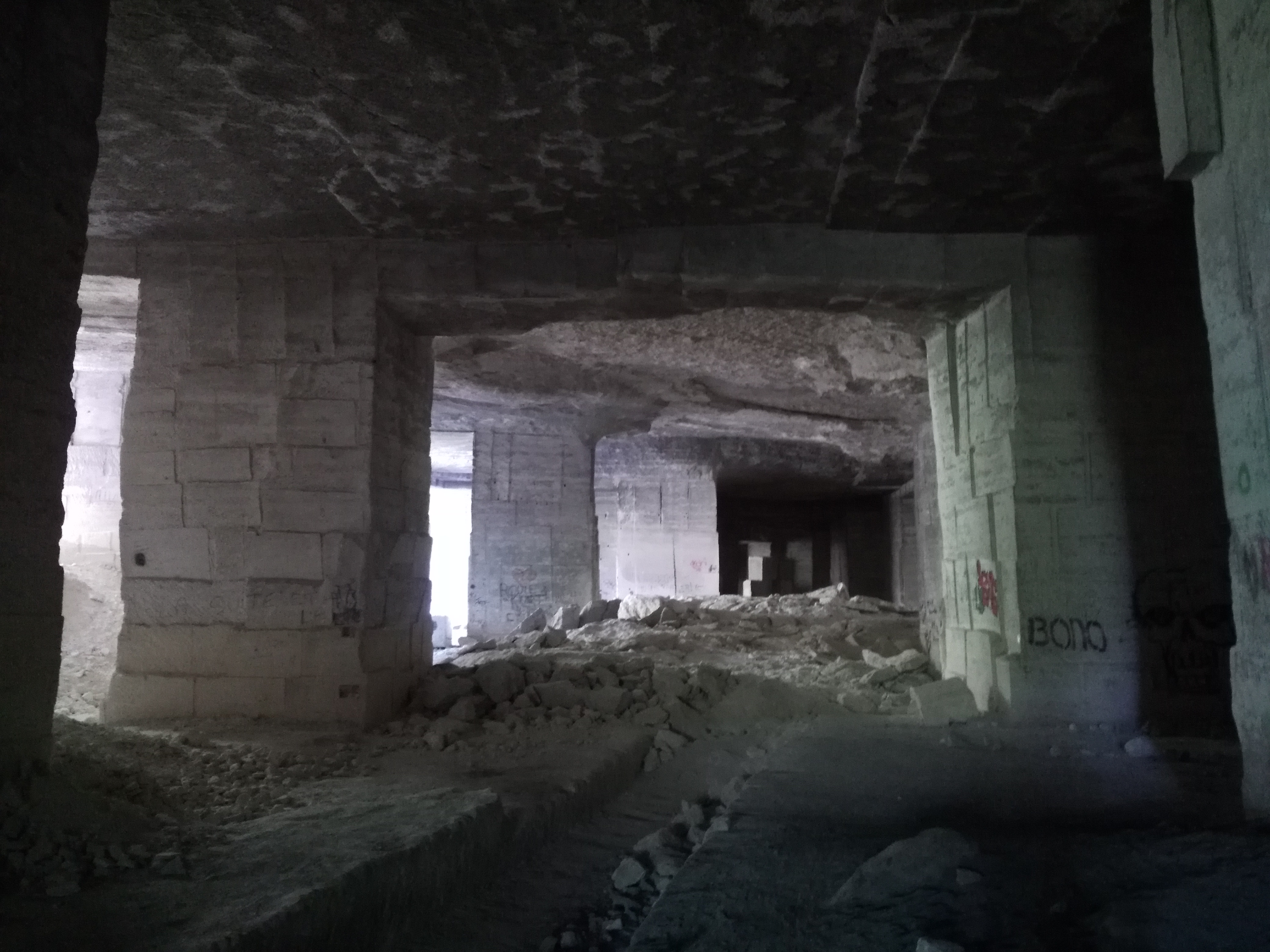
Steengroeve